# عالمكشوف (مسلسل)
عالمكشوف مسلسل سوري، كوميدي أنتج عام 2003، تأليف ممدوح حمادة، إخراج الليث حجو. بدأ عرضه على قناة سوريا في سنة 2003م ويتألف من 30 حلقة. يناقش العمل قضايا اجتماعية في إطار كوميدي.

## القصة
تدور أحداث المسلسل على مجموعة من لوحات تمثيلية منفصلة عن بعضها، ويستعرض المشاكل الاقتصادية والاجتماعية في قالب كوميدي ساخر، شعار مسلسل هو (فالنضحك ونحن ننتقد)، هنالك حلقات تتناول عن مدينة ومشاكل التي تحدث مع سكانها وهنالك حلقات تتحدث عن الدين والعادات والتقاليد. من أشهر الحلقات: (هدوء عدنا تصوير) ، (تاريخ شاعر) ، (مذكرات فايز) ، (النقاط على الحروف) ، (التوبة ما بقى أعيدها) ، (النصب) ، ( مفاجأة)

## أبطال العمل
- بسام كوسا
- مها المصري
- يارا صبري
- كاريس بشار
- شكران مرتجى
- هالة شوكت
- أحمد الزين
- عمر حجو
- فايز قزق
- وفاء الموصللي
- عابد فهد
- أندريه سكاف
- نضال سيجري
- رافي وهبي
- محمد حداقي
- فادي صبيح
- جرجس جبارة
- محمد خاوندي
- محمد خير الجراح
- نضال نجم
- أدهم مرشد
- قصي خولي
- معن عبد الحق
- أحمد الأحمد
- نزار أبو حجر
- ديمة بياعة
- سوزان سكاف
- غسان عزب
- إياد أبو الشامات
- تاج حيدر

### ضيوف الحلقات
- منى واصف
- ناجي جبر
- عبد الرحمن آل رشي
- سليم صبري
- عبد الهادي الصباغ
- سلمى المصري
- حسن عويتي
- غسان مسعود
- ماهر صليبي
- عبير شمس الدين
- هالة شوكت
- رياض نحاس
- حسن دكاك
- عبد الحكيم قطيفان
- سيف الدين سبيعي
- أنطوانيت نجيب

### بالاشتراك مع
- جمال سليمان
- أمل عرفة
- محمد آل رشي

### ضيوف الشرف
- أيمن زيدان
- سوزان نجم الدين